# Caranavi (provins)

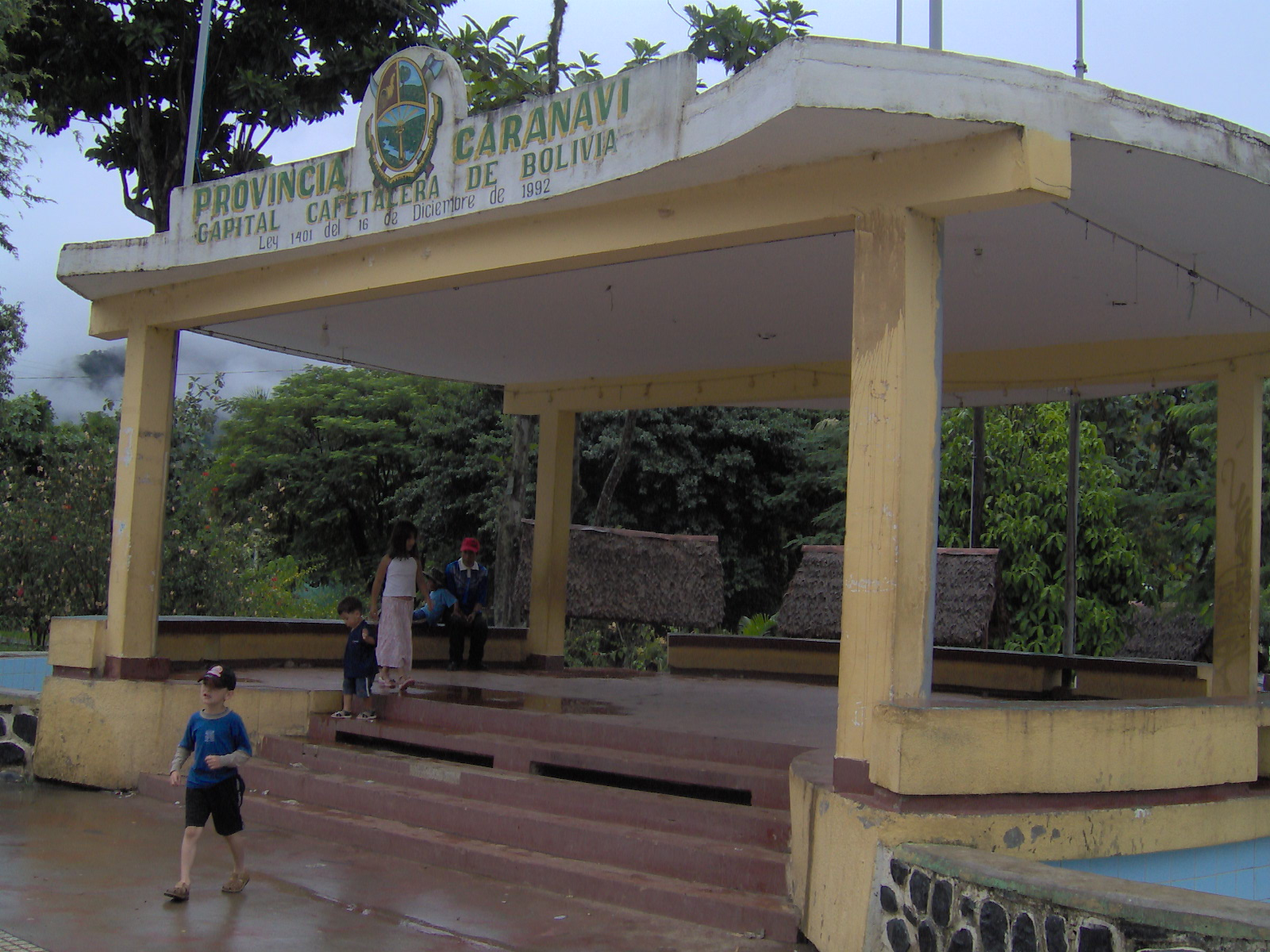
Caranavi

Caranavi är en provins i departementet La Paz i Bolivia.
Huvudstaden i provinsen heter Caranavi.